# Mélanie Maudran
 (août 2010).
Si vous disposez d'ouvrages ou d'articles de référence ou si vous connaissez des sites web de qualité traitant du thème abordé ici, merci de compléter l'article en donnant les références utiles à sa vérifiabilité et en les liant à la section « Notes et références ».
Mélanie Maudran est une actrice française, née le 31 juillet 1979  à Rennes (Ille-et-Vilaine). Elle est connue pour jouer dans le feuilleton télévisé quotidien Un si grand soleil.

## Biographie
Mélanie Maudran naît le 31 juillet 1979  à Rennes (Ille-et-Vilaine), elle passe sa jeunesse dans la métropole Rennaise (à Thorigné-Fouillard)  et a commencé le théâtre à douze ans en Bretagne où une comédienne souhaitait monter une troupe de jeunes et, pendant six ans, elle en a suivi l'enseignement, l'apprentissage du jeu mais aussi de la mise en scène, la décoration, tout ce qui touche à la scène. Elle a eu la chance, avec la troupe, de jouer dans La Cérémonie de Claude Chabrol. C'est le déclencheur de son envie de continuer dans cette voie.
À 16 ans, un jour où elle attendait le bus à Rennes, un homme est venu l'aborder. Il faisait partie de l'agence de mannequins Elite. Il a convaincu ses parents de la laisser monter à Paris pour participer au concours Elite Model Look et en 1995 elle termine dans les trois premières. Elle partait alors régulièrement faire des défilés et des photos.
Elle épouse en juillet 2010  le tennisman et coach Thierry Ascione avec qui elle a 2 garçons.

### Carrière
Une fois installée à Paris, tout est allé assez vite. Elle a eu des rôles dans deux séries et plusieurs téléfilms, dont Vérité oblige, aux côtés d'André Dussollier.
En 2001, elle apparaît dans Sous le soleil sur TF1 à partir de l'épisode 5 de la saison 7 intitulé "Lucie”, d'après le nom du personnage qu'elle interprète.
C'est ensuite de nombreux petits rôles dans des feuilletons et séries : Joséphine, ange gardien avec Mimie Mathy, Sœur Thérèse.com, Nestor Burma, etc.
En 1999, elle tourne dans le clip délirant The Bad Touch du groupe américain de rock The Bloodhound Gang.
Son premier rôle principal est la fille de Claude Jade et Paul Barge, Louise Chantreuil, dans le feuilleton Cap des Pins.
En 2003 et 2004, Mélanie Maudran fait face à Alain Delon dans plusieurs épisodes de Frank Riva la série policière puis c'est dans Les Cordier juge et flic qu'elle continue sa percée.
En 2006, Mélanie Maudran obtient un rôle principal dans la saga de l'été pour France 2 tournée sur l'Île de la Réunion : Les Secrets du volcan.
En 2008, elle joue dans Terre de Lumière, la saga de l'été une nouvelle fois sur France 2, aux côtés de Dominique Guillo et Valérie Mairesse.
Elle est également au générique de la saga en quatre parties de France 2 intitulée Le sanglot des anges.
En 2010, elle joue dans un film marocain, aux côtés de Hicham Nazzal, dans La Grande Villa.
Depuis le 27 août 2018  elle tient le rôle de Claire Estrela dans la série quotidienne Un si grand soleil sur France 2.

## Filmographie

### Cinéma
- 1995 : La Cérémonie de Claude Chabrol
- 2007 : Un baiser, s'il vous plaît ! d'Emmanuel Mouret : Pénélope
- 2007 : Jean de la Fontaine, le défi de Daniel Vigne : Marguerite Hessein de la Sablière
- 2009 : La Grande Villa - ad dar kabira de Latif Lahlou : Laurence Chevalier Amiri
- 2022 : Sans toi de Sophie Guillemin

### Télévision
- 1996 : Nestor Burma - Drôle d'épreuve pour Nestor Burma : Noémie
- 1998-2000 : Cap des Pins de Dominique Masson, Bernard Dumont, Emmanuel Fonlladosa : Louise Chantreuil
- 2001 : Sous le soleil de Olivier Brémond et Pascal Breton : Lucie Valanski
- 2000 : Sydney Fox, l'aventurière - A Good Year : Arielle
- 2002 : Vérité oblige - L'honneur perdu : Sarah Wagner
- 2003 : Joséphine, ange gardien - Tous en chœur : Jeanne
- 2003 : Sœur Thérèse.com - Jardin secret : Corinne Delorme
- 2003-2004 : Frank Riva de Patrick Jamain avec Alain Delon : Nina Rizzi
- 2004 : Ariane Ferry - La revenante : Nathalie Le Painsec
- 2005 : Les Cordier, juge et flic - Cas d'école : Ève
- 2006 : Les Secrets du volcan de Michaêla Watteaux : Julia Bertin
- 2008 : Commissaire Valence - Témoins en danger et Cœur de Pierre : Aline Spaak
- 2008 : Le sanglot des anges : Diane
- 2008 : Terre de Lumière de Stéphane Kurc : Aline
- 2010 : Camping Paradis - Miracle au Camping (saison 2, épisode 4) : Cécile
- 2011 : Joséphine, ange gardien - Liouba : Mathilde
- 2012 : Enquêtes réservées - Eaux troubles : Nadège Bertaud
- 2012 : Commissaire Magellan - le manoir maudit : Margaux Beck
- 2013 : Section de recherches - Noces de sang (saison 7, épisode 3) : Mélanie Verneuil
- 2013 : Alice Nevers, le juge est une femme - Au-delà des apparences (saison 11, épisode 4) : Alexandra Chalon
- 2018 : Commissaire Magellan - Le Bassin des Grands : Élise Choisel
- depuis 2018 : Un si grand soleil : Claire Estrela
- 2021 :  Section de recherches : Sandrine Carelli
- 2021 : Meurtres à Mulhouse : Lt. Sandra Bauer
- 2021 : Nina - À nos amours (saison 6, épisode 2) : Marcia
- 2022 : Cassandre de Floriane Crepin : Diane Weber (saison 7, épisode 3 Ondes de choc)
- 2023 : Tout cela je te le donnerai, mini-série de Nicolas Guicheteau : Alexia Tournier
- 2025 : Camping Paradis : Marie (saison 16, épisode 2)

#### Clip
- Bloodhound Gang : The Bad Touch (1999)